# Hitorigoto de kataru kurainara
„Hitorigoto de kataru kurainara” (jap. 独り言で語るくらいなら) – szósty singel japońskiego zespołu STU48, wydany w Japonii 17 lutego 2021 roku przez You! Be Cool.
Singel został wydany w pięciu edycjach: dwóch regularnych i dwóch limitowanych (Type A, Type B) oraz „teatralnej” (CD). Osiągnął 2 pozycję w rankingu Oricon i pozostał na liście przez 13 tygodni. Singel zdobył status platynowej płyty.

## Lista utworów
Wszystkie utwory zostały napisane przez Yasushiego Akimoto.

### Type A
| CD | CD                                                                                | CD              | CD              | CD      |
| Nr | Tytuł utworu                                                                      | Kompozycja      | Aranżacja       | Długość |
| -- | --------------------------------------------------------------------------------- | --------------- | --------------- | ------- |
| 1. | „Hitorigoto de kataru kurainara” (jap. 独り言で語るくらいなら)                    | Kengo Ōhama     | APAZZI          | 4:48    |
| 2. | „Sunglasses Days” (jap. サングラスデイズ) (1st Generation & Draft 3rd Generation) | Takuya Watanabe | Shōhei Sumitani | 4:48    |
| 3. | „Hitorigoto de kataru kurainara” (jap. 独り言で語るくらいなら) (off vocal ver.)   | Kengo Ōhama     | APAZZI          | 4:48    |
| 4. | „Sunglasses Days” (jap. サングラスデイズ) (off vocal ver.)                        | Takuya Watanabe | Shōhei Sumitani | 4:48    |

| DVD | DVD                                                     | DVD     |
| Nr  | Tytuł utworu                                            | Długość |
| --- | ------------------------------------------------------- | ------- |
| 1.  | „Sunglasses Days” (jap. サングラスデイズ) (Music Video) |         |

### Type B
| CD | CD                                                                                    | CD             | CD              | CD      |
| Nr | Tytuł utworu                                                                          | Kompozycja     | Aranżacja       | Długość |
| -- | ------------------------------------------------------------------------------------- | -------------- | --------------- | ------- |
| 1. | „Hitorigoto de kataru kurainara” (jap. 独り言で語るくらいなら)                        | Kengo Ōhama    | APAZZI          | 4:48    |
| 2. | „Boku wa kono umi o nagame teru” (jap. 僕はこの海を眺めてる) (wyk. Setouchi PR Butai) | Noboru Ōkawara | Makoto Wakatabe | 4:43    |
| 3. | „Hitorigoto de kataru kurainara” (jap. 独り言で語るくらいなら) (off vocal ver.)       | Kengo Ōhama    | APAZZI          | 4:48    |
| 4. | „Boku wa kono umi o nagame teru” (jap. 僕はこの海を眺めてる) (off vocal ver.)         | Noboru Ōkawara | Makoto Wakatabe | 4:43    |

| DVD | DVD                                                                        | DVD     |
| Nr  | Tytuł utworu                                                               | Długość |
| --- | -------------------------------------------------------------------------- | ------- |
| 1.  | „Boku wa kono umi o nagame teru” (jap. 僕はこの海を眺めてる) (Music Video) |         |

### Wer. teatralna
| CD | CD                                                                                  | CD             | CD                   | CD      |
| Nr | Tytuł utworu                                                                        | Kompozycja     | Aranżacja            | Długość |
| -- | ----------------------------------------------------------------------------------- | -------------- | -------------------- | ------- |
| 1. | „Hitorigoto de kataru kurainara” (jap. 独り言で語るくらいなら)                      | Kengo Ōhama    | APAZZI               | 4:48    |
| 2. | „Soshite boku wa boku janaku naru” (jap. そして僕は僕じゃなくなる)                  | Yōhei Tanimura | Yūichi "Masa" Nonaka | 4:37    |
| 3. | „Hitorigoto de kataru kurainara” (jap. 独り言で語るくらいなら) (off vocal ver.)     | Kengo Ōhama    | APAZZI               | 4:48    |
| 4. | „Soshite boku wa boku janaku naru” (jap. そして僕は僕じゃなくなる) (off vocal ver.) | Yōhei Tanimura | Yūichi "Masa" Nonaka | 4:37    |

## Skład zespołu
| „Hitorigoto de kataru kurainara” |
| --- |
| - 1 gen.: Chiho Ishida (środek), Minami Ishida, Mitsuki Imamura, Hina Iwata, Marina Otani, Kokoa Kai, Miyuna Kadowaki, Yumiko Takino, Akari Fukuda, Honoka Yano, Fū Yabushita - 3 gen. Draft: Yūka Oki, Mai Nakamura - AKB48 Team 4 / STU48 1 gen.: Nana Okada - STU48 Kenkyūsei: Sayaka Takao, Sayaka Harada |

| „Sunglasses Days” |
| --- |
| - 1 gen.: Chiho Ishida, Minami Ishida, Mitsuki Imamura (środek), Hina Iwata, Marina Otani, Kokoa Kai, Miyuna Kadowaki, Miyu Sakaki, Yumiko Takino, Mahina Taniguchi, Aoi Hyōdō, Akari Fukuda, Arisa Mineyoshi, Maiha Morishita, Honoka Yano, Fū Yabushita - 3 gen. Draft: Yūka Oki, Soraha Shinano, Mai Nakamura |

| „Boku wa kono umi o nagame teru”                                                                                                 |
| --- |
| - 1 gen.: Chiho Ishida, Hina Iwata, Miyuna Kadowaki (środek), Yumiko Takino, Akari Fukuda, Fū Yabushita - 3 gen. Draft: Yūka Oki |

| „Soshite boku wa boku janaku naru” |
| --- |
| - 1 gen.: Mahina Taniguchi, Arisa Mineyoshi, Honoka Yano - AKB48 Team 4 / STU48 1 gen.: Nana Okada (środek) - STU48 Kenkyūsei: Yura Ikeda (środek), Aiko Kojima |

## Notowania
| Lista                             | Pozycja |
| --------------------------------- | ------- |
| Oricon Weekly Singles Chart       | 2       |
| Oricon Yearly Singles Chart       | 33      |
| Billboard Japan Hot 100           | 2       |
| Billboard Japan Hot Singles Sales | 2       |

## Sprzedaż
| Dane wg         | Sprzedaż |
| --------------- | -------- |
| Oricon          | 236 317+ |
| Billboard Japan | 267 840+ |